# Johanna Strömquist

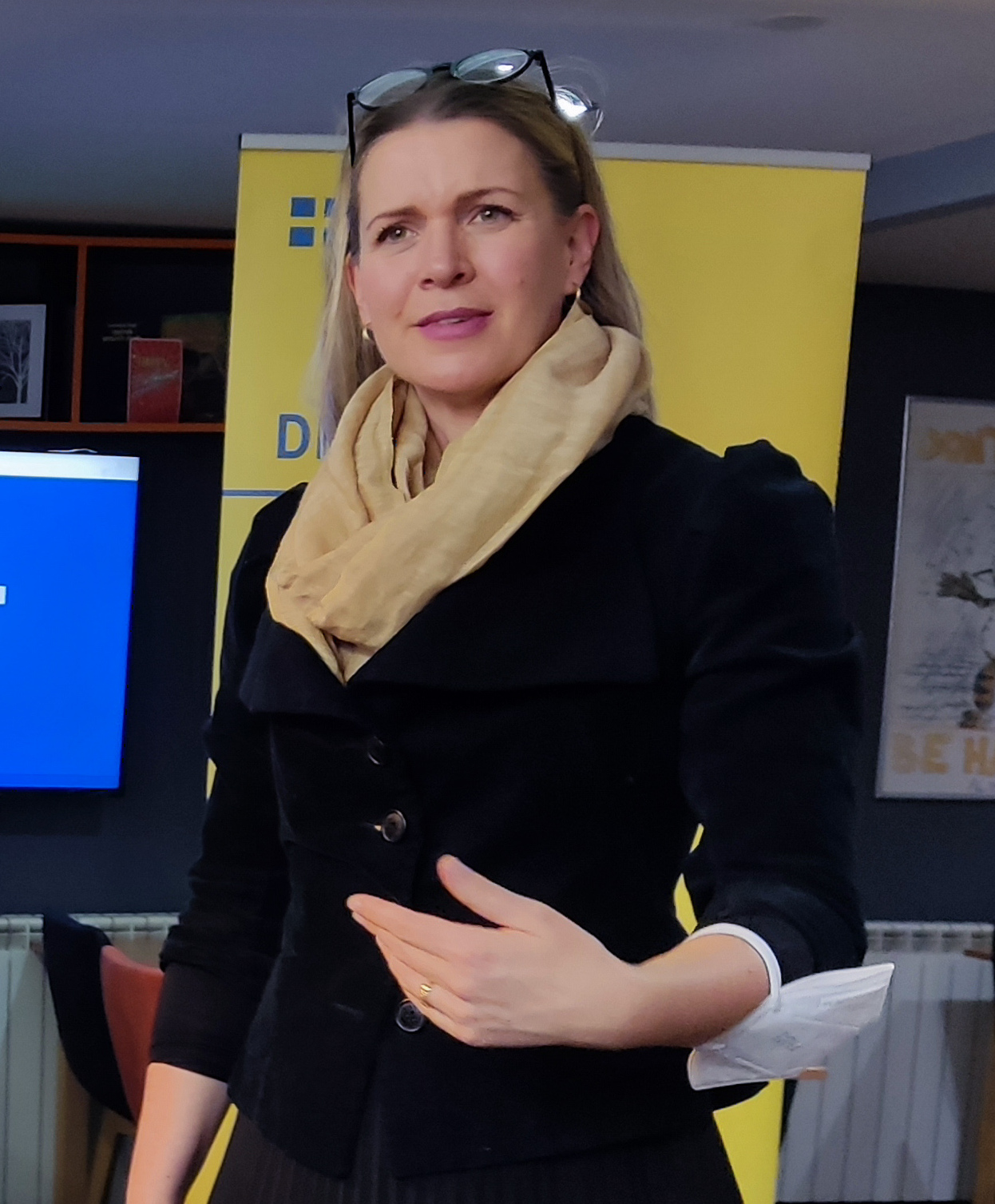
Johanna Strömquist 2022.

Johanna Strömquist är en svensk diplomat, som sedan 2023 är Sveriges generalkonsul i Istanbul. Hon har tidigare tjänstgjort vid flera olika enheter i UD samt vid generalkonsulatet i Jerusalem. Hon har även haft flera uppdrag för både FN och EU bland annat vid FN-sekretariatet i New York och EU:s rådssekretariat i Bryssel. Mellan 2019 och 2023 var hon Sveriges ambassadör i Bosnien och Hercegovina.